# Stabroek-blok
Het Stabroek-blok is een 26.800 km² groot gebied voor de kust van Guyana. In dit blok zijn diverse olievelden aangetoond met een geschatte reserve van 8 miljard vaten aardolie. Het eerste olieveld, Liza-1, komt in 2020 in productie. ExxonMobil verwacht dat alle velden in dit blok rond 2025 zo’n 750.000 vaten olie per dag gaan produceren.

## Ontdekking
Het Stabroek-blok ligt op zo’n 200 kilometer voor de kust van Guyana. In de jaren zeventig zijn proefboringen in de regio verricht, maar geen van de 22 boorgaten leverde voldoende reserves op die een commerciële exploitatie rechtvaardigden.
In mei 2015 werd wel voldoende aardolie aangetoond. De Liza-1 boring was een succes en toonde een olielaag van 90 meter dik in zandsteen aan. In juni 2016 werd Liza-2 geboord, op circa 3 kilometer afstand van Liza-1, en ook hier werd op een diepte van 5745 meter olie aangeboord. Een derde boring bevestigde het beeld dat het een groot veld betrof. Het Liza-veld bevat 800-1400 miljoen vaten winbare olie en gas.
In januari 2017 toonde de Payara-1 boring een tweede olieveld aan. Op 5512 meter diep werd olie aangetoond. De waterdiepte op die locatie is 2030 meter. Een tweede boring bevestigde het beeld dat er reserves ter grootte van 500 miljoen vaten in het veld zitten.
Het Snoek-veld werd in maart 2017 aangeboord. Hier zit een 25 meter dikke olielaag op 5175 meter diepte en de zeebodem ligt 2135 meter onder de zeespiegel. Later boringen toonden olie aan in velden met de namen Turbot, Ranger, Pacora en Longtail.
De hoeveelheid aangetoonde olie is in anderhalf jaar tijd verdubbeld. In juli 2018 maakte ExxonMobil bekend dat er in totaal 4 miljard vaten olie in het blok is aangetoond. Een jaar later was dit opgelopen tot 6 miljard vaten en begin 2020 werd dit verder verhoogd naar 8 miljard vaten. De oliemaatschappij verwacht tegen het jaar 2025 zo’n 750.000 vaten olie per dag (vpd) te kunnen produceren. Vijf FPSO’s zullen dan in gebruik zijn. Guyana wordt daarmee een belangrijke olieproducent in de regio.
De naam Stabroek refereert aan de oude naam van Georgetown – Stabroek – dat op zijn beurt refereert aan de Heerlijkheid Stabroek nabij Antwerpen. Indertijd werd de titel Heer van Stabroek gedragen door de familie Geelvinck, een belangrijke financier van de West-Indische Compagnie (WIC) en de Sociëteit van Suriname.

## Exploitatie
- Liza-1: In juni 2017 besloot ExxonMobil de oliewinning uit Liza-1 op te starten. Hierbij wordt voor de eerst fase uitgegaan van 17 boorgaten, die verbonden worden met een FPSO. In opdracht van het Nederlandse bedrijf SBM Offshore is de tweedehands olietanker Tina op de Keppel scheepswerf in Singapore omgebouwd.[5] De FPSO heeft een capaciteit van 120.000 vpd en kan 1,6 miljoen vaten in de ruimen opslaan.[1] Shuttletankers vervoeren de olie naar de afzetmarkten. In augustus 2019 is de Liza Destiny FPSO gearriveerd op het veld.[5] Deze is op het veld aangesloten en op 20 januari 2020 vertrok de eerste tanker met 1 miljoen vaten olie uit Liza-1 naar een bestemming in de Verenigde Staten.[6]

- Liza-2: In mei 2019 viel het besluit voor de ontwikkeling van Liza-2.[7] In februari 2022 kwam de productie op gang en de capaciteit ligt op 220.000 vpd.[2] SBM Offshore heeft ook de order voor de tweede FPSO gekregen.[8] Het project vergt een investering van US$ 6 miljard en dit is inclusief de Liza Unity FPSO.[7] De oliemaatschappijen verwachten zo'n 600 miljoen vaten olie uit het veld te halen.[7]

- Payara: In september 2019 viel het besluit voor de exploitatie van het olieveld Payara. Vanaf 2024 komt de productie op gang met een verwachte hoeveelheid van 220.000 vpd.[9] Het project vergt een investering van US$ 9 miljard en er komen 41 boorputten om de reserve van zo'n 600 miljoen vaten te exploiteren.[9] Dit veld kwam in november 2023 in productie en hiermee komt de totale productie uit het Stabroek-blok op 620.000 vaten olie per dag.

- Yellowtail: In april 2022 keurde ExxonMobil het vierde investeringsproject goed.[10] Vanaf 2025 zal Yellowtail ongeveer 250.000 vpd gaan produceren. In 2027 verwacht de oliemaatschappij uit het Stabroek-blok zo'n 850.000 vpd te halen.[10]

- Uaru: Het vijfde project betreft Uaru en dit veld zal in 2026 in productie komen. MODEC heeft het contract voor de FPSO gekregen met een productiecapaciteit van 250.000 vpd.[11] De FPSO komt te liggen in een gebied met een waterdiepte van meer dan 2000 meter en kan twee miljoen vaten olie aan boord opslaan.

- Whiptail: Twee jaar later volgde het definitieve besluit Whiptail ook te ontwikkelen. De overheid heeft hiervoor toestemming verleend en dit wordt het zesde project. Vanaf 2027 wordt hier een productie verwacht van 250.000 vpd. Om dit te realiseren is een investering van US$ 13 miljard nodig.[12] SBM Offshore gaat de FPSO bouwen en beheren.

## Concessiehouders
In deze concessie hebben drie oliemaatschappijen een belang, twee Amerikaanse bedrijven ExxonMobil 45% en Hess Corporation 30% en het Chinese CNOOC 25%.
In oktober 2023 maakte Chevron Corporation bekend Hess Corporation te willen overnemen voor US$ 53 miljard. Naast het belang in Guyana is Hess actief met de oliewinning in North Dakota, de Golf van Mexico en de Golf van Thailand. In 2022 produceerde Hess 344.000 vaten olie-equivalent per dag en behaalde een omzet van ruim US$ 11 miljard. ExxonMobil is van mening dat het bedrijf het recht van eerste koop heeft wanneer Hess in andere handen overgaat. Dit recht zou alleen betrekking hebben op de concessie in het Stabroek-blok, maar Chevron zal van de koop afzien als dit belang niet mee overgaat. De zaak ligt bij de rechter. 